# Lo Stato seduttore
Lo Stato seduttore è un libro scritto da Régis Debray, saggista di fama e autorevole esperto dei mass media, nel quale l'autore approfondisce le alterazioni del meccanismi di vita all'interno di una società in cui la presenza e l'importanza dei mass media è di fatto divenuta totalizzante.
In questo saggio, Debray studia le modalità attraverso le quali i messaggi simbolici che colpiscono il cittadino vengono assorbiti dalla società. Tra i messaggi più comuni vi sono il ruolo del corpo preminente nei messaggi costituiti da immagini, i nuovi segni e linguaggi, da quelli generazionali a quelli informatici, le nuove definizioni e i nuovi concetti politici di destra e di sinistra, i nuovi messaggi trasmessi da uno Stato inedito nella veste di educatore, i messaggi tesi a ridefinire il concetto di cultura.
Lo Stato seduttore è quello in cui accadono alcuni processi particolari, come il declino dei sindacati a favore delle corporazioni, i partiti perdono consenso e diventano popolari reti e movimenti, svanisce la separazione fra vita pubblica e privata, i giornalisti e i magistrati acquistano nuovi poteri di arbitraggio, la fascinazione avviene per vicinanza e non più per distanza, la banalizzazione dei capi è più efficace della loro eroicizzazione. L'introduzione dei mezzi televisivi ha desacralizzato l'immagine allo stesso modo in cui la stampa aveva agito sulla parola, ha reso traballante l'efficacia del simbolismo di Stato, ha consentito la nascita dello Stato culturale prima (anni sessanta e settanta), e di quello umanitario dopo (anni ottanta e novanta). La videocrazia, secondo l'autore, si manifesta con l'impiego sempre più massiccio di corpi, che sono stati sia un simbolo sia un prodotto sociale del Novecento, dapprima sotto forma di corpo-peccato ai tempi del cattolico di fine Ottocento, poi in quello di corpo-lavoro dell'operaio dei primi decenni del nuovo secolo, poi ancora in corpo-battaglia lanciato da Hitler e dai regimi dittatoriali e infine in corpo-piacere dell'ondata edonistica di fine millennio.
La conclusione di Debray è che se uno Stato è impregnato di forti ideologie politiche, come quella comunista,  oppure di forti legami con la sfera religiosa, come nelle teocrazie, il rischio per la popolazione è una repressione generalizzata; altrimenti il pericolo è di cadere in una depressione generalizzata, nella quale predomina il potere della ricchezza e dell'immagine.

## Edizioni
- Regis Debray, Lo Stato seduttore, Editori Riuniti, 1993,  pp.159 , cap.4.